# Diritto di accesso a Internet
Il diritto di accesso a Internet è una situazione giuridica discussa dalla dottrina mondiale in seguito alla diffusione di massa della connessione a Internet.
L'accesso a Internet (right to Internet access, anche conosciuto come right to broadband, letteralmente diritto alla banda larga) è diretto a garantire la possibilità di ogni persona di accedere ad Internet al fine di esercitare online i propri diritti: dalla libertà di espressione all'iniziativa economica privata e le proprie libertà fondamentali, attribuendo la responsabilità di tale garanzia agli Stati. Gli Stati devono quindi garantire la più ampia disponibilità di connessione e non limitare irragionevolmente l'accesso ad Internet.
L'accesso ad Internet è considerato un diritto dalle leggi di diversi Stati, sempre più proclamato da dichiarazioni di principi (la più famosa è contenuta nella legge brasiliana No 12.965 nota come Marco Civil Da Internet), report e documenti di enti sovrannazionali come l'Unione europea, e riconosciuto, in diversi modi, dalle Corti Costituzionali di sempre più Stati.
L'ONU nel 2011 dichiara internet un diritto fondamentale.

## Il diritto di accesso ad Internet in Italia

### Proposta di modifica costituzionale

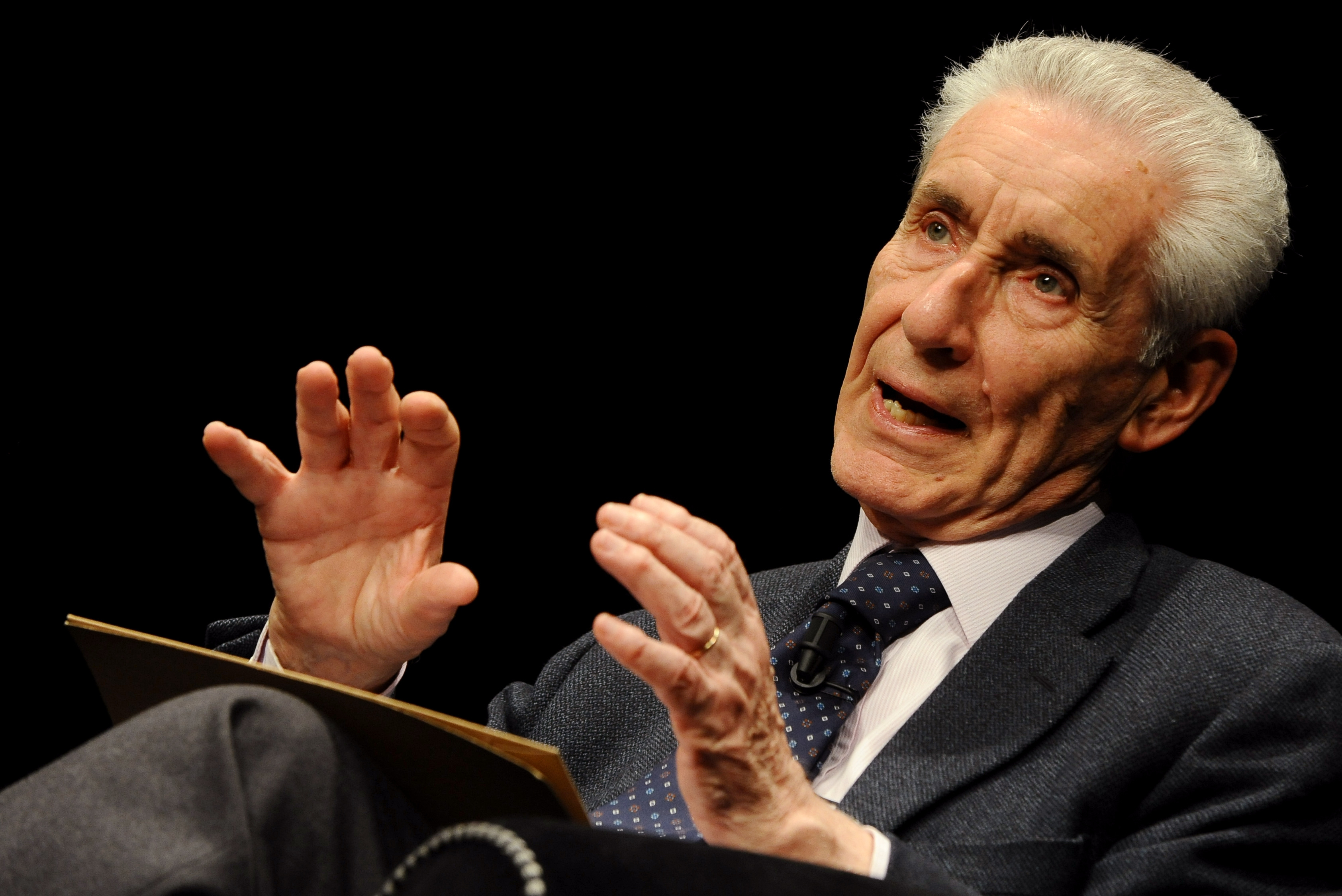
Stefano Rodotà

Il riconoscimento del diritto di accesso ad Internet all'interno dell'ordinamento italiano venne proposto per la prima volta dal giurista Stefano Rodotà il 29 novembre 2010, nell'ambito dell'Internet Governance Forum Italia a Roma: la proposta prevedeva l'introduzione di un articolo "21-bis" nella Costituzione della Repubblica al fine di far rientrare l'accesso alla rete quale diritto fondamentale.

La modifica costituzionale proposta da Stefano Rodotà consisteva nell'inserimento in Costituzione di un art. 21-bis il quale recita: 
Tutti hanno eguale diritto di accedere alla rete Internet, in condizione di parità, con modalità tecnologicamente adeguate e che rimuovano ogni ostacolo di ordine economico e sociale. La legge stabilisce provvedimenti adeguati a prevenire le violazioni dei diritti di cui al Titolo I della parte I 
Si trattava quindi di una modifica che prevedeva l'inserimento del diritto di accesso ad Internet in stretto legame con il principio di uguaglianza di cui all'art. 3 Cost. e con un legame particolare alla libertà di espressione.
Su questa proposta si sono inserite le osservazioni di Gaetano Azzariti il quale suggeriva che la collocazione più corretta dal punto di vista del sistema sia quella di un emendamento all'articolo 21 e quindi la creazione di un nuovo comma all'interno dell'art. 21 stesso piuttosto che l'inserimento di un nuovo articolo. Ciò era giustificato dal fatto che il nuovo diritto riguarda direttamente l'espansione dei diritti dei cittadini anche nella direzione di una più larga apertura delle possibilità di partecipazione pubblica e degli spazi di democrazia.
La proposta di Rodotà venne poi ripresa da diversi parlamentari che presentarono, nelle legislature seguenti, diversi disegni di legge costituzionali volti a inserire il diritto di accesso ad Internet o in un art. 21-bis o in un comma dell'art. 21. Tra i molti, ad esempio, l'Atto del Senato n. 1317 del 17 febbraio 2014.
Sulla base della proposta di Stefano Rodotà, sia nella XVII che nella XVIII legislatura è stata presentata un'altra proposta, quella di art. 34-bis, per il riconoscimento dell'accesso ad Internet come diritto sociale. Nella XVII legislatura la proposta era contenuta nell'Atto del Senato n. 1561 del 10 luglio 2014 e nell'Atto della Camera n. 2816 del 14 gennaio 2015. La prima è l'unica proposta sul diritto di accesso ad Internet ad aver iniziato l'iter di discussione in Commissione Affari Costituzionali del Senato, all'interno della quale sono stati auditi diversi professori tra cui lo stesso prof. Rodotà.
Nella XVIII legislatura, la proposta di art. 34-bis era contenuta nell'Atto della Camera n. 1136 del 4 settembre 2018.
Poiché nessuno di questi tentativi di riconoscimento costituzionale del diritto di accesso ad Internet ha avuto buon esito, il diritto di accesso ad Internet è desumibile dalla normativa dell'UE e dalle norme sul servizio universale nel codice delle comunicazioni elettroniche. Rimane comunque un esempio di applicazione dei princìpi del costituzionalismo digitale.

### Unione europea
Il 30 aprile 2016 è entrato in vigore il Regolamento UE del Parlamento Europeo e del Consiglio, del 25 novembre 2015, recante "misure riguardanti l'accesso a un'Internet aperta e che modifica la direttiva 2002/22/CE relativa al servizio universale e ai diritti degli utenti in materia di reti e di servizi di comunicazione elettronica e il regolamento (UE) n. 531/2012 relativo al roaming sulle reti pubbliche di comunicazioni mobili all'interno dell'Unione".
Il regolamento all'art. 3 stabilisce che "Gli utenti finali hanno il diritto di accedere a informazioni [...] tramite il servizio di accesso a Internet" con lo scopo di garantire la neutralità della Rete nel territorio dell'Unione. Il primo considerando recita infatti: "Il presente regolamento mira a definire norme comuni per garantire un trattamento equo e non discriminatorio del traffico nella fornitura di servizi di accesso a Internet e tutelare i relativi diritti degli utenti finali".

### Regioni
A livello regionale, un'ipotesi di riconoscimento legislativo del diritto di accesso ad Internet è riscontrabile nella Regione Umbria. Tale diritto è stato infatti riconosciuto nel dicembre 2013 con la legge regionale n. 31 del 13 dicembre 2013.

Nel comma 1 dell'art. 1 di tale legge, rubricato "Oggetto e finalità" si può leggere:
La Regione riconosce il diritto di tutti i cittadini di accedere a internet quale fondamentale strumento di sviluppo umano e di crescita economica e sociale e promuove lo sviluppo delle infrastrutture di telecomunicazione al fine di assicurare la partecipazione attiva alla vita della comunità digitale. [...].
La Provincia autonoma di Trento con l'emendamento 14.14 del consigliere Alex Marini al disegno di legge 55/XVI in materia di misure per affrontare l'emergenza epidemiologica da Covid-19 approvato dal Consiglio provinciale il 10 maggio 2020 ha introdotto l'articolo 1 bis, rubricato "I diritti in internet", alla legge provinciale 27 luglio 2012, n. 16 "Disposizioni per la promozione della società dell'informazione e dell'amministrazione digitale e per la diffusione del software libero e dei formati di dati aperti".

Il testo dell'art. 1 bis di tale legge è il seguente:
1. La Provincia si conforma ai principi sanciti nella Dichiarazione dei diritti in internet adottata dalla commissione per i diritti e i doveri relativi ad internet della Camera dei deputati il 28 luglio 2015.

### Altri documenti
Il diritto di accesso ad Internet è attualmente anche presente all'interno dell'art. 2 della cosiddetta Dichiarazione dei diritti di Internet, elaborata dalla Commissione per i diritti e i doveri in Internet. Tale Commissione è stata costituita il 27 ottobre 2014 presso la Camera dei Deputati dalla presidente Laura Boldrini ed è stata presieduta da Stefano Rodotà ed è composta sia da esponenti del mondo politico sia da esperti di Internet in diversi ambiti.
In questo caso però si tratta di una dichiarazione, non di un testo normativo, sul modello del Marco Civil Brasiliano. Tale documento è concepito per essere un contributo al pubblico dibattito con una direzione per possibili sviluppi a tutti i livelli, da quello nazionale ai trattati internazionali.

Il testo dell'art. 2 è il seguente: 
1. L'accesso ad Internet è diritto fondamentale della persona e condizione per il suo pieno sviluppo individuale e sociale.
2. Ogni persona ha eguale diritto di accedere a Internet in condizioni di parità, con modalità tecnologicamente adeguate e sostanziali e non solo come possibilità di collegamento alla Rete. 
3. Il diritto fondamentale di accesso a Internet deve essere assicurato nei suoi presupposti sostanziali e non solo come possibilità di collegamento alla Rete.
4. L'accesso comprende la libertà di scelta per quanto riguarda dispositivi, sistemi operativi e applicazioni anche distribuite.

5. Le Istituzioni pubbliche garantiscono i necessari interventi per il superamento di ogni forma di divario digitale tra cui quelli determinati dal genere, dalle condizioni economiche oltre che da situazioni di vulnerabilità personale e disabilità.